# Paris FC (damer)

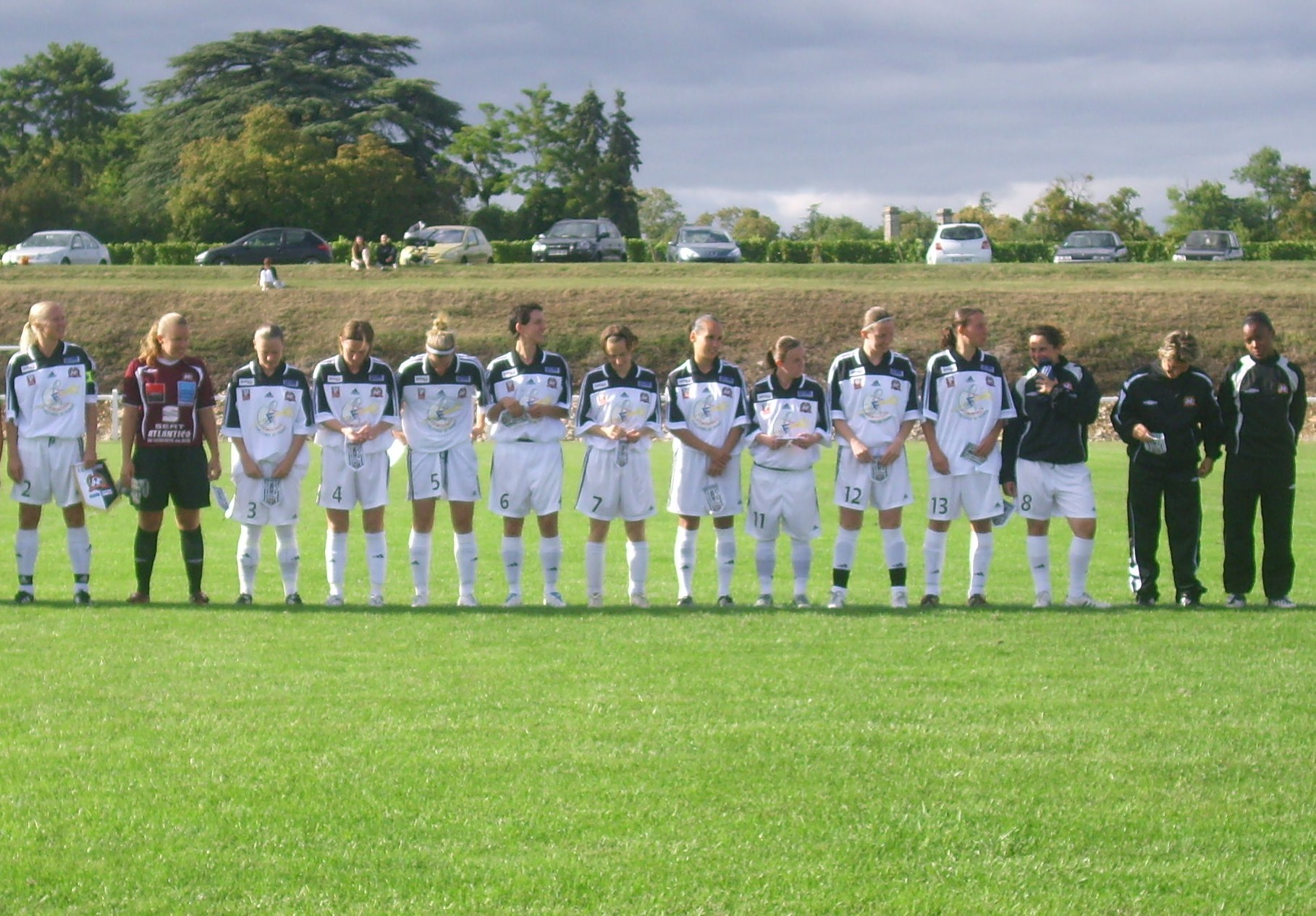
Spelare i Juvisy inför en match 2009.

Paris FC (féminines) är damsektionen i den franska fotbollsklubben Paris FC i Paris. Klubben spelar i Division 1 Féminine, den högsta nivån för damfotboll i Frankrike. Klubben spelar sina hemmamatcher på Stade Charléty.
Klubben har blivit franska mästare sex gånger, senast säsongen 2005/06, och har även vunnit franska cupen en gång.

## Historia
Klubben grundades 1971 i Juvisy-sur-Orge, en förort till Paris, som damsektionen i Étoile Sportive de Juvisy-sur-Orge. 14 år senare bröt sig damsektionen ur klubben och bildade en egen klubb med namnet Football Club Féminin Juvisy Essonne. Klubben flyttade samtidigt sin verksamhet till Viry-Châtillon, en annan Paris-förort, men behöll alltså namnet Juvisy.
Juvisy blev säsongen 1991/92 för första gången franska mästare genom att vinna Division 1 Féminine. Under de följande fem säsongerna blev klubben mästare ytterligare tre gånger och därefter även säsongerna 2002/03 och 2005/06.
Sommaren 2017 gick Juvisy upp i Paris FC och bildade dess damsektion.

## Meriter
- Division 1 Féminine
  - Mästare (6): 1991/92, 1993/94, 1995/96, 1996/97, 2002/03, 2005/06
- Coupe de France
  - Mästare (1): 2004/05
- Uefa Women's Champions League
  - Semifinal (1): 2012/13